# Podstrmec
Podstrmec je naselje v Občini Velike Lašče.